# Nicolás Terol

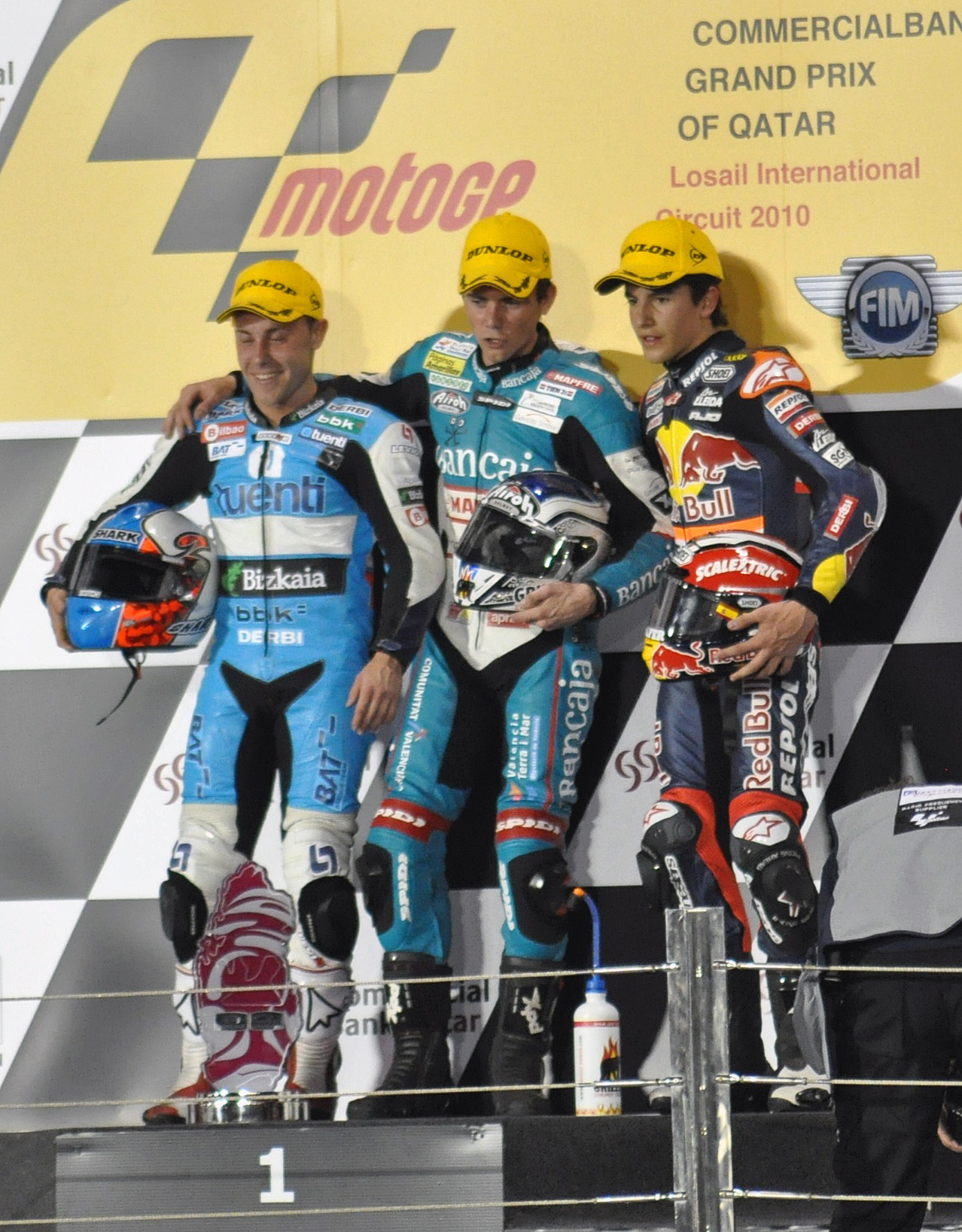
Terol (m.) zusammen mit Efrén Vázquez (l.) und Marc Márquez (r.) nach seinem Sieg in Katar 2010

Nicolás Terol Peidro (* 27. September 1988 in Alcoi, Region Valencia, Spanien) ist ein ehemaliger spanischer Motorradrennfahrer und wurde in der Saison 2011 letzter 125-cm³-Weltmeister auf Aprilia in der Geschichte der Motorrad-Weltmeisterschaft. Er bestritt den Großteil seiner Karriere im Aspar Team.

## Karriere
Nicolás Terol begann seine Karriere 1999 auf Pocket Bikes, 2002 wurde er Vizemeister in der spanischen Formula-Bancaja-Serie. Im folgenden Jahr belegte er den 16. Gesamtrang in der 125-cm³-Klasse der spanischen Motorradmeisterschaft. 2004 schloss er diese als Vierter ab. Im selben Jahr gab der Spanier auf einer Aprilia als Ersatzfahrer für Mike Di Meglio beim Achtelliter-Grand-Prix von Valencia sein Debüt in der Motorrad-Weltmeisterschaft.

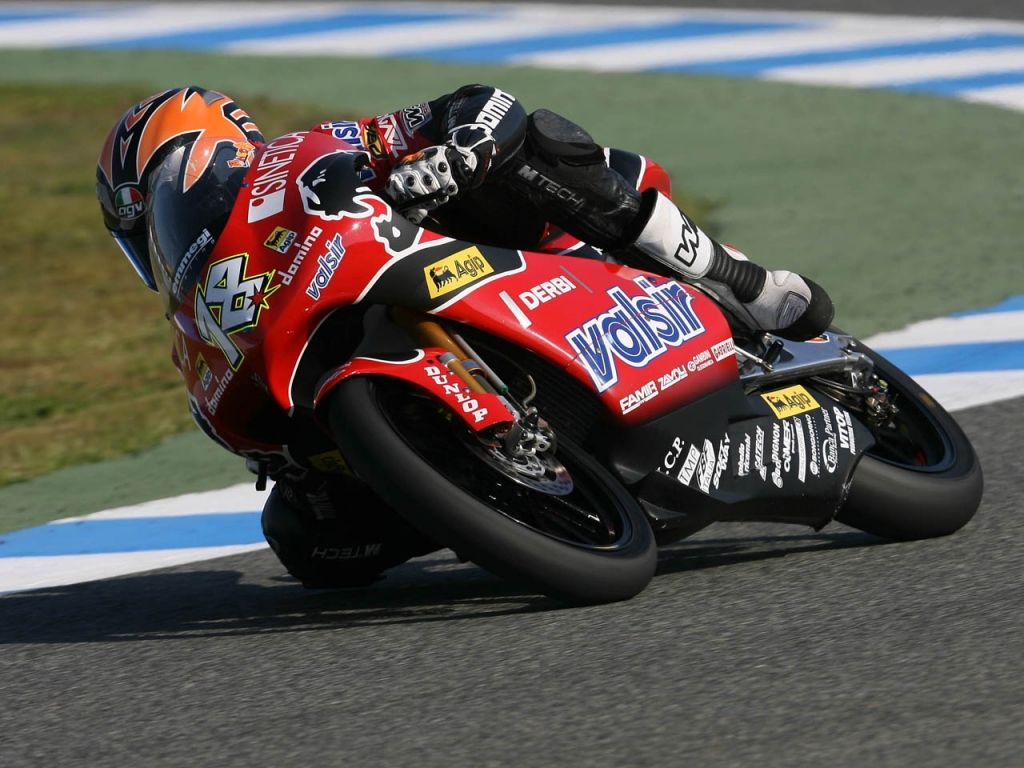
Terol 2007 auf Valsir-Seedorf-Derbi

2005 startete Terol für Caja Madrid – Derbi Racing auf einer Derbi erstmals als Fixstarter in der 125er-WM. Der Spanier fuhr jedoch nur einen WM-Punkt ein und wurde 35. der Gesamtwertung. Im folgenden Jahr steigerte sich Terol in der zweiten Saisonhälfte zu konstanten Plätzen in den WM-Punkten und somit auf Rang 14 der Weltmeisterschaft. In der Saison 2007, seiner dritten auf Derbi, bildete Nicolás Terol zusammen mit dem Tschechen Lukáš Pešek der Valsir-Seedorf-Derbi-Team, das von dem niederländischen Fußballstar Clarence Seedorf unterstützt wurde. Er schaffte es jedoch nicht mehr, konstant die Punkteränge zu erreichen und wurde mit 19 Zählern 22. der WM.
Zur Saison 2008 wechselte Terol ins Team Jack & Jones WRB, wo er an der Seite des Italieners Simone Corsi auf Aprilia an den Start ging. Beim Grand Prix von Spanien in Jerez gelang ihm mit Rang zwei hinter seinem Teamkollegen seine erste Podiumsplatzierung in der 125er-WM. Später, beim Großen Preis von Indianapolis in den USA sogar der erste Grand-Prix-Sieg. Mit 176 Punkten belegte Terol 2008 den fünften WM-Rang. 2009 gewann der Spanier im selben Team den Großen Preis von Tschechien in Brünn und feierte drei zweite Ränge. In der Gesamtwertung steigerte er sich auf den dritten Platz. Sein Rückstand auf dem Weltmeister Julián Simón betrug am Saisonende dennoch 99,5 Punkte.

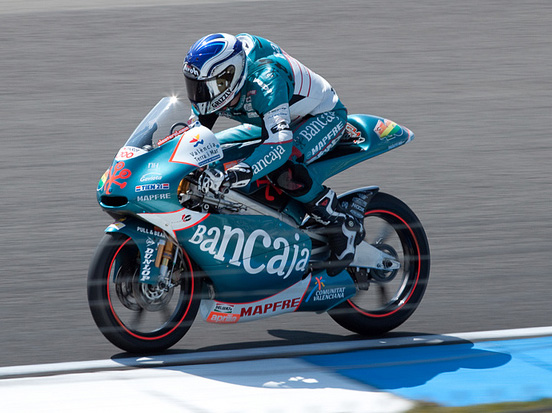
Terol 2010 in Assen

Zur Saison 2010 wechselte Nicolás Terol ins Aspar-Team des vierfachen Weltmeister Jorge Martínez, in dem Simón im Vorjahr den Titel gewonnen hatte. Der Spanier gewann auf Aprilia den Auftakt-Grand-Prix in Katar sowie erneut in Tschechien und Indianapolis, fuhr nach bisher 16 Rennen, von denen er wegen einer Verletzung nur 14 bestritt, nur zwei Mal nicht auf das Siegerpodest und liefert sich mit seinen Landsmännern Marc Márquez und Pol Espargaró ein Kopf-an-Kopf-Rennen um den WM-Titel.

## Statistik

### Erfolge
- 2010 – 125-cm³-Vizeweltmeister auf Aprilia
- 2011 – 125-cm³-Weltmeister auf Aprilia
- 16 Grand-Prix-Siege

### In der Motorrad-Weltmeisterschaft
| Saison | Klasse  | Motorrad | Rennen | Siege | Podien | Poles | Punkte | Ergebnis    |
| ------ | ------- | -------- | ------ | ----- | ------ | ----- | ------ | ----------- |
| 2004   | 125 cm³ | Aprilia  | 1      | –     | –      | –     | –      | –           |
| 2005   | 125 cm³ | Derbi    | 13     | –     | –      | –     | 1      | 36.         |
| 2006   | 125 cm³ | Derbi    | 16     | –     | –      | –     | 53     | 14.         |
| 2007   | 125 cm³ | Derbi    | 17     | –     | –      | –     | 19     | 22.         |
| 2008   | 125 cm³ | Aprilia  | 17     | 1     | 5      | –     | 176    | 5.          |
| 2009   | 125 cm³ | Aprilia  | 16     | 1     | 4      | –     | 179,5  | 3.          |
| 2010   | 125 cm³ | Aprilia  | 16     | 3     | 14     | 1     | 296    | 2.          |
| 2011   | 125 cm³ | Aprilia  | 16     | 8     | 11     | 7     | 302    | Weltmeister |
| 2012   | Moto2   | Suter    | 17     | –     | 1      | –     | 37     | 17.         |
| 2013   | Moto2   | Suter    | 17     | 3     | 4      | 1     | 150    | 7.          |
| 2014   | Moto2   | Suter    | 16     | –     | –      | –     | 2      | 28.         |
| 2019   | MotoE   | Energica | 6      | –     | –      | –     | 33     | 12.         |
| Gesamt | Gesamt  | Gesamt   | 168    | 16    | 39     | 9     | 1248,5 |             |